# プラハ音楽院
プラハ音楽院（英語: Prague Conservatory、公用語表記: Pražská konzervatoř）は、チェコ・プラハに本部を置くチェコの音楽大学。1808年創立、1808年大学設置。
音楽と演劇の指導を目的とするチェコの高等教育機関である。

## 概要
プラハ音楽院は、アコーディオン、ギター、ピアノ、オルガンを含む器楽演奏や、声楽、作曲、指揮、演劇の教育を提供している。修業年限は6年間。カリキュラムには、一般教育とともに、専門的な音楽理論、語学教育も含まれる。オーケストラと室内管弦楽団、劇団、複数の室内楽アンサンブルを付設しており、年間に約250回の演奏会と約40回の演劇を開催している。
2005年/2006年の学期には、およそ550人のチェコ人と40人の留学生がこの音楽院に在籍していた。

## 歴史・沿革
プラハ音楽院は、1808年、地元貴族や市民階級によって創設された。ナポレオン戦争の影響で開学は遅れ、授業が開始されたのは1811年になってからだった。初代学長に指名されたのは ベドルジフ・ディヴィシュ・ヴェベルだった。
1891年、ドヴォルザーク が作曲科の学科長に就任、1901年から1904年までは学長をつとめた。ドヴォルザークの指導を受けた学生には、 ヴィーチェスラフ・ノヴァーク、ヨセフ・スク（のちに学長となる）、ルドルフ・フリムル、オスカル・ネドバル、フランツ・レハールらがいる。また、この音楽院で教壇に立った指導者のなかには、のちに学長にもなったピアニストのヴィレーム・クルツらがいる。
1918年のチェコスロバキア独立後、演劇学科とバレエ学科が設立された。

## 主な卒業生
この音楽院で学んだ音楽家の中には、オタカール・シェフチーク、ヤン・クベリーク、ヴァーツラフ・ターリヒ、カレル・アンチェル、ラファエル・クーベリック、ヴィーチェスラフ・ノヴァーク、エウゲン・スホニュ、ボフスラフ・マルティヌー（中退）、ヤロスラフ・イェジェク、ヴァーツラフ・ノイマン、イルジー・ビエロフラーヴェク、フランツ・シマンドル、ヴァーツラフ・スメターチェクらがいる。
1918年のチェコスロバキア独立後、演劇学科とバレエ学科が設立された。そこで学んだ者の中には、リダ・バーロヴァ（中退）、イジー・ラングマイェル、タチアナ・ヴィルヘルモヴァー（中退）、フィリプ・ブラジェク、ズザナ・ヴェイヴォドヴァらがいる。